# Wright Brothers National Memorial Visitor Center
Le Wright Brothers National Memorial Visitor Center est un office de tourisme américain situé dans le comté de Dare, en Caroline du Nord. Protégé au sein du Wright Brothers National Memorial, cette réalisation de la Mission 66 constitue un National Historic Landmark depuis le 3 janvier 2001.